# احمد الشمسی
احمد الشمسی استاد اندیشه اسلامی در دانشگاه شیکاگو ایالات متحده است.

## زندگی‌نامه
شمسی دکترای خود را در سال ۲۰۰۹ از دانشگاه هاروارد دریافت کرد. آثار وی به بررسی تحول تاریخی رشته‌های کلاسیک اسلامی و فرهنگ دانشگاهی می‌پردازد و مطالعاتش بر فرهنگ شفاهی و سواد، تاریخ کتاب و نظریه و عمل حقوق اسلامی تمرکز دارد. او از سال ۲۰۱۰ استاد دانشگاه شیکاگو بوده‌است.

## آثار
- کشف مجدد آثار کلاسیک اسلامی: چگونه ویراستاران و فرهنگ چاپ یک سنت فکری را دگرگون کردند[۲]
- تشریع حقوق اسلامی: تاریخ اجتماعی و فکری[۳]